# Archetypus
Archetypus is een geslacht van kevers uit de familie van de boktorren (Cerambycidae). De wetenschappelijke naam van het geslacht werd voor het eerst geldig gepubliceerd in 1861 door Carl Gustaf Thomson.

## Soorten
- Archetypus frenchi (Blackburn, 1892)
- Archetypus fulvipennis (Pascoe, 1859)